# Indspire Award
Indspire Award (do 2012 National Aboriginal Achievement Award; NAAA) – doroczna nagroda przyznawana przez Indspire (do 2012 National Aboriginal Achievement Foundation) z Kanady.

## Charakterystyka
Nagrodę ustanowiono w 1993 r. w związku z proklamowaniem przez ONZ Międzynarodowej Dekady Ludów Tubylczych Świata. Nagroda ma honorować i promować wybitne osiągnięcia przedstawicieli tubylczej społeczności Kanady.
Co roku nagrodę przyznaje się czternastu osobom w różnych kategoriach takich jak: zdrowie, prawo, nauki polityczne, kultura, sztuka itp. Jedną z nagród przyznaje się wybitnej młodej osobie (w wieku od 15 do 24 lat), inną – za całokształt życiowych osiągnięć. Nagrody przyznaje dziesięcioosobowa Kapituła złożona z poprzednich laureatów nagrody.
Osoba ubiegająca się o nagrodę musi być członkiem jednego z Pierwszych Narodów, Inuitem lub Metysem. Musi też posiadać wybitne osiągnięcia osobiste, być stałym mieszkańcem Kanady lub osobą urodzoną w Kanadzie.
Doroczna gala wręczenia nagród, organizowana z udziałem ok. 2500 gości z Kanady i zagranicy, transmitowana jest przez kanadyjskie stacje telewizyjne (w tym: CBC, Global Television i APTN).

## Laureaci
Wśród dotychczasowych laureatów NAAA byli m.in.:
- Susan Aglukark – piosenkarka (Inuitka)
- Douglas Cardinal – architekt, twórca Narodowego Muzeum Indian Amerykańskich (NMAI) w Waszyngtonie (Czarne Stopy (Siksika))
- Harold Cardinal – działacz społeczny, polityk i pisarz (Kri)
- Tantoo Cardinal – aktorka (Kri)
- Bernd Christmas – przedsiębiorca, autor pierwszej normy ISO dla tubylczej społeczności w Kanadzie (Membertou)
- Matthew Coon Come – działacz społeczny i polityk, były wódz AFN (Kri)
- Nellie Cournoyea – polityk, pierwsza w Kanadzie kobieta – premier terytorium (Inupiaq)
- Yvon Dumont – polityk, wieloletni przewodniczący Federacji Metysów Manitoby (Metys)
- Phil Fontaine – polityk, wieloletni wódz AFN (Sagkeeng)
- Alanis Obomsawin – reżyserka i producentka filmowa (Abenaki)
- Robbie Robertson – artysta, muzyk, kompozytor (Mohawk)
- Buffy Sainte-Marie – artystka, wokalistka, kompozytorka, działaczka społeczna (Kri)
- Ted Nolan – trener hokejowy (Odżibwej)
- Jordin Tootoo – hokeista (Inuita)

Laureatami NAAA za rok 2007 w poszczególnych kategoriach są:
- Alestine Andre (Kultura, dziedzictwo i duchowość)
- Bertha Clark Jones (Życiowe osiągnięcia)
- Chief David Walkem (Ochrona środowiska)
- Fred Carmichael (Polityka)
- Hugh Braker (Prawo)
- Jack Poole (Biznes i handel)
- James Makokis (Młodzież)
- Joane Cardinal-Schubert (Sztuka)
- Joseph Couture (Zdrowie)
- Joe Michel (Oświata)
- Lewis Cardinal (Służba publiczna)
- Lisa Meeches (Media)
- Monica Peters (Technika)
- Wegadesk Gorup-Paul (Sport)